# Asnières-sur-Seine
Asnières-sur-Seine (tạm dịch: Ánh Nhi xứ Thanh) là một xã trong vùng đô thị Paris, thuộc tỉnh Hauts-de-Seine, vùng hành chính Île-de-France của nước Pháp, có dân số là 84.600 người (thời điểm 2005).

## Những người con của thành phố
- Henri Barbusse, chính trị gia và nhà văn
- William Gallas, thành viên đội tuyển bóng đá quốc gia Pháp 2006